# Un, deux... Troy
Un, deux... Troy  est le premier tome de la série de bandes dessinées Lanfeust des Étoiles, paru en en décembre 2001. Scénarisée par Christophe Arleston et dessinée par Didier Tarquin, cette série est la suite directe de Lanfeust de Troy.

## Synopsis
Ayant acquis les pouvoirs absolus et éternels grâce au Magohamoth, Lanfeust quitte la ville d'Eckmül pour faire profiter de ses capacités à toute la planète Troy.
Mais au détour d'un village, un évènement inattendu va survenir. L'agent Glace, arrivé dans un vaisseau spatial envoyé par les Princes-Marchands de la planète Meirrion, lui dévoile que Troy et tout son univers sont une expérience sur le développement des pouvoirs psy, orchestrée depuis des millénaires par les Princes-Marchands. Glace emmène Thanos et Lanfeust, étant des individus sur lesquels la magie est la plus développée de la planète… Ils partent dans l'espace pour Meirrion… Hébus accompagne Lanfeust, ainsi que Cixi qui réussit à embraquer sur le vaisseau à l'insu de tous.
Au passage d'une porte intergalactique, ils sont attaqués par un vaisseau de la confédération d'Abraxar. Les rebelles les obligent à se poser sur une station agricole abandonnée. Lanfeust y fait la connaissance de Swiip, un orgnobi à la sagesse et l'intelligence énorme, grâce aux siècles qu'il a vécus. Il deviendra un compagnon et un atout pour la petite équipe. Ils réussissent à lancer un SOS depuis la lune après un périple dangereux, aidés par un Blongo (nommé Blongo), puis repartent pour l'espace avec et dans le vaisseau du prince Dheluu,.

## Les secrets de l'album
Arleston fait, comme dans la plupart des bandes dessinées qu'il écrit, des jeux de mots, des petits jeux ou messages cachés, des allusions ou clins d'œil à la culture télévisuelle, cinématographique ou tout simplement contemporaine :
Page 20 - case 8 : La "cripte tonique", point faible des pouvoirs de Lanfeust, est un jeu de mots en référence à la kryptonite qui neutralise les pouvoirs de Superman.
Page 47 - case 1 : Arleston fait une référence à un publicité célèbre : « On se lève tous pour Daneth ! » pour la crème Danette avec « J'aurais préféré qu'on se relève tous, même Daneth ».

## Les jeux de mots de l'album
- Swiip est un orgnobi, c'est un pseudo anagramme de Bigorneau

## Publication
- Soleil Productions, décembre 2001,  (ISBN 2-84565-221-6)

### Documentation
- Jean-Pierre Fuéri, « Dans l'espace on vous entend rigoler », BoDoï, no 48,‎ janvier 2002, p. 14.